# Finn Coren
Finn Coren (né le 28 mars 1961), est un musicien norvégien, surtout connu pour ses mises en musique de grands poètes européens (W.B. Yeats, William Blake, Olav H. Hauge). Malgré des critiques souvent dithyrambiques, il reste peu connu du grand public. Il a consacré dix ans à la réalisation du double album basé sur les textes de son compatriote Olav H. Hauge, I draumar fær du, dont la sortie a été repoussée de nombreuses fois en raison d'une grave maladie. Si sa santé et ses finances le lui permettent, Finn Coren prévoit d'enregistrer une série de disques consacrés aux grands poètes scandinaves.

## Discographie
- Finn Coren: The Ecchoing Green (Luna Music, 1989)
- A Full Moon In March: Love’s Loneliness (Kirkelig kulturverksted, 1990) (poèmes de W.B. Yeats)
- Finn Coren The Blake Project: Spring (Bard, 1997) (poèmes de William Blake)
- Finn Coren The Blake Project: Spring: The Appendix (Bard, 1998) (poèmes de William Blake)
- Finn Coren: Lovecloud (Bard, 1999)
- Finn Coren: I draumar fær du (Bard, 2008) (poèmes de Olav H. Hauge)